# Первомайское (Актюбинская область)
Первомайское (каз. Первомай) — упразднённое село в Каргалинском районе Актюбинской области Казахстана. Входило в состав сельского округа Степной. Упразднено в 2018 г. Находится примерно в 42 км к северо-востоку от центра села Бадамша. Код КАТО — 154057500.

## Население
В 1999 году население села составляло 217 человек (105 мужчин и 112 женщин). По данным переписи 2009 года, в селе проживали 134 человека (73 мужчины и 61 женщина).